# Balaca
Balaca é um género de traça pertencente à família Arctiidae.